# Henry Adam
Henry Adam (* April 1964 in Wick, Caithness, Schottland) ist ein britischer Theaterautor.

## Werke
Sein erstes abendfüllendes Stück Among Unbroken Hearts wurde nach erfolgreichen Aufführungen am Traverse Theatre in Edinburgh und in den Highlands im Mai 2001 vom Bush Theatre in London übernommen und mit dem „Meyer Whitworth Award“ ausgezeichnet.
People Next Door wurde im Traverse Theatre in Edinburgh uraufgeführt und erlebte im Schauspielhaus Zürich am 21. Januar 2005 seine Erstaufführung in deutscher Sprache. Das Stadttheater im schwäbischen Aalen zog mit einer Inszenierung von Katharina Kreuzhage am 8. Oktober 2005 nach.